# Krstarica Aurora
Krstarica Aurora (rus. Avrora) je ruska zaštićena krstarica, koja se trenutno čuva kao brod muzej u Sankt Peterburgu, zbog svoje uloge u Oktobarskoj revoluciji u Rusiji.

## Rusko-japanski rat
Aurora je jedna od tri krstarice klase Palada, izgrađene u Sankt Peterburgu za službu na dalekom istoku (Pacifik). Svi brodovi ove klase služili su tijekom Rusko-japanskog rata.
Aurora je bila dio ruskog 2. pacifičkog eskadrona, kojeg je činila uglavnom Ruska baltička flota, koja je poslana iz Baltičkog mora na Pacifik, pod zapovjedništvom vice-admirala Zinovija Rožestvenskog. Na putu za daleki istok, pretrpjela je manja oštećenja od prijateljske vatre u čuvenom Halskom incidentu.
Dana, 27. i 28. svibnja 1905., Aurora je sudjelovala u bitki za Cušimu, zajedno s ostatkom ruskog eskadrona. Pod komandom kontraadmirala Oskara Enkvista, Aurora je uspjela izbjeći uništenje za razliku od većine ruskih plovila i ostale dvije krstarice koje su se probile do neutralne Manile, gdje su internirane.
Godine 1906., Aurora je vraćena u Baltik, gdje je postala brod za trening kadeta. Od 1906. do 1912., brod je posjetio veći broj država. U studenom 1911. bio je u Bangkoku kao dio proslave u čast krunidbe novog kralja Sijama.
Aurora je također sudjelovala i u međunarodnoj operaciji pomoći preživjelima u potresu u Messini.

## Oktobarska revolucija
Tijekom Prvog svjetskog rata, brod je djelovao u Baltičkom moru. Godine 1915., njegovo naoružanje je promijenjeno u 14 topova od 152 mm. Krajem 1916., brod je premješten u Sankt Peterburg zbog većeg popravka. Grad je bio uzavreo od revolucionarnog uzbuđenja i posada je sudjelovala u veljačkoj revoluciji 1917. Na brodu je osnovan revolucionarni komitet (Aleksandar Beljšev je izabran za kapetana). Veći dio posade se pridružio boljševicima, koji su pripremali komunističku revoluciju.
Dana, 25. listopada 1917., odbijanje naređenja da Aurora isplovi, započelo je Oktobarsku revoluciju. U 21:45 istog dana, plotun (ćorak) ispaljen je s broda, što je bio signal za početak napada na Zimski dvorac i početak Oktobarske revolucije. Posada Aurore je i sama sudjelovala u napadu.

## Drugi svjetski rat
Godine 1922., Aurora je vraćena u službu kao brod za trening. Tijekom Drugog svjetskog rata, topovi su skinuti s broda i korišteni za kopnenu obranu Lenjingrada (Sankt Peterburg). Sam brod je bio u obližnjoj luci Lomonosov i više puta bombardiran i granatiran. Dana 30. rujna 1941., brod je oštećen i potonuo u luci.
Nakon opsežnih popravaka od 1945. do 1947. Aurora je za stalno usidrena na rijeci Nevi u Sankt Peterburgu, kao spomenik Oktobarskoj revoluciji, a 1957. je postala brod-muzej. Od 1984. do 1987., temeljito je rekonstruirana. Od 1956. do danas, više od 28 milijuna posjetitelja bilo je na Aurori.
Dana, 2. studenog 1927. Aurori je dodijeljen Orden crvene zastave za revolucionarne zasluge, a 22. veljače 1968. i Orden Oktobarske revolucije.